# Incomunicados
Incomunicados es una serie de televisión de Canal 13 del año 1968.

## Ficha Técnica
- Creador: Néstor Castagno

## Trama
Incomunicados abordaba la temática juvenil de la época, la revolución en libertad de los jóvenes.

## Elenco
- Yoya Martínez
- Jorge Sallorenzo
- Alicia Quiroga
- Loreto Espinoza
- Nelson Villagra
- Mario Montilles
- Jorge Guerra
- Raúl Espinoza
- Shenda Román
- Violeta Vidaurre